# Tommaso Badia
Tommaso Badia (Módena, Émilie-Romagne, 10 de dezembro de 1483 - Roma, 6 de setembro de 1547) foi um cardeal da Igreja Católica, membro da ordem dos dominicanos.
Foi criado cardeal pelo papa Paulo III, no consistório de 2 de junho de 1542. Badia participou da elaboração do Consilium de mendanda Ecclesia que serviu de base para os trabalhos do Concílio de Trento.